# کفش‌های کهنه خدا
کفش‌های کهنه خدا (فرانسوی: Les savates du bon Dieu‎) یک فیلم فرانسوی در ژانر کمدی-درام به کارگردانی ژان-کلود بریسو است که در سال ۲۰۰۰ منتشر شد. از بازیگران آن می‌توان به پولت دوبوست، ماریا-لوئیسا گارسیا و استانیسلاس مرار اشاره کرد.